# ウィリアム・ブラッドリー (画家)
ウィリアム・ブラッドリー（1801年-1857年、英語: William Bradley）はイギリス人肖像画家である。

## 経歴
イングランドのマンチェスターに生まれる。僅か3歳の時に孤児となる。生活のために使い走りを始めたが、絵心が勝ったが故に16歳の時に画家になるための練習を始めた。1枚につき1シリングで肖像画を描き、「肖像画家、細密画家、動物画家、および線描画の先生」として自身を宣伝した。その後、マンチェスターで高名なマザー・ブラウンの講習を少しだけ受けて、21歳時にロンドンに向かった。そこは激励の言葉をくれたサー・トーマス・ローレンスに入門する幸運をもたらした場所である。
ロンドンに数年間滞在した後、時折マンチェスターを訪れたりもしたが、結局のところ、1847年にマンチェスターに落ち着くことになった。そこで彼はロンドンの時と同じように多くのパトロンを獲得した。描いた肖像画のモデルには初代ベレスフォード子爵ウィリアム・ベレスフォード、第2代ハロウビー伯爵ハロウビー・ライダー、第7代デンビ伯爵バジル・フェイルディング、初代エレズミーア伯爵フランシス・エガートンや初代準男爵エドワード・ケリソン、初代グラッドソン準男爵ジョン・グラッドストン、B・ヘイウッド、初代準男爵サー・ジェイムズ・エメルソン・テネント、カリートン大佐バス勲章コンパニオン、アンダーソン大佐、ウィリアム・グラッドストン閣下、俳優のジェームス・シェリダン・ノールズ、俳優のウィリアム・マクリーディなどがいる。画家としてのブラッドリーは明らかに高い能力が備わっていた。彼の頭脳は熟練した素描で注目されており、非常に魅力的で知的な肖像画を創作することに関しては当時のどの人物にも引けを取ることはなかった。晩年になって心身を病み、若年期に稼いだお金は底をついた。1857年に亡くなった。
油彩で描いた2枚の肖像画と多くの版画作品はロンドンの国立肖像画美術館に所蔵されている。

ウィリアム・ブラッドリーの作品
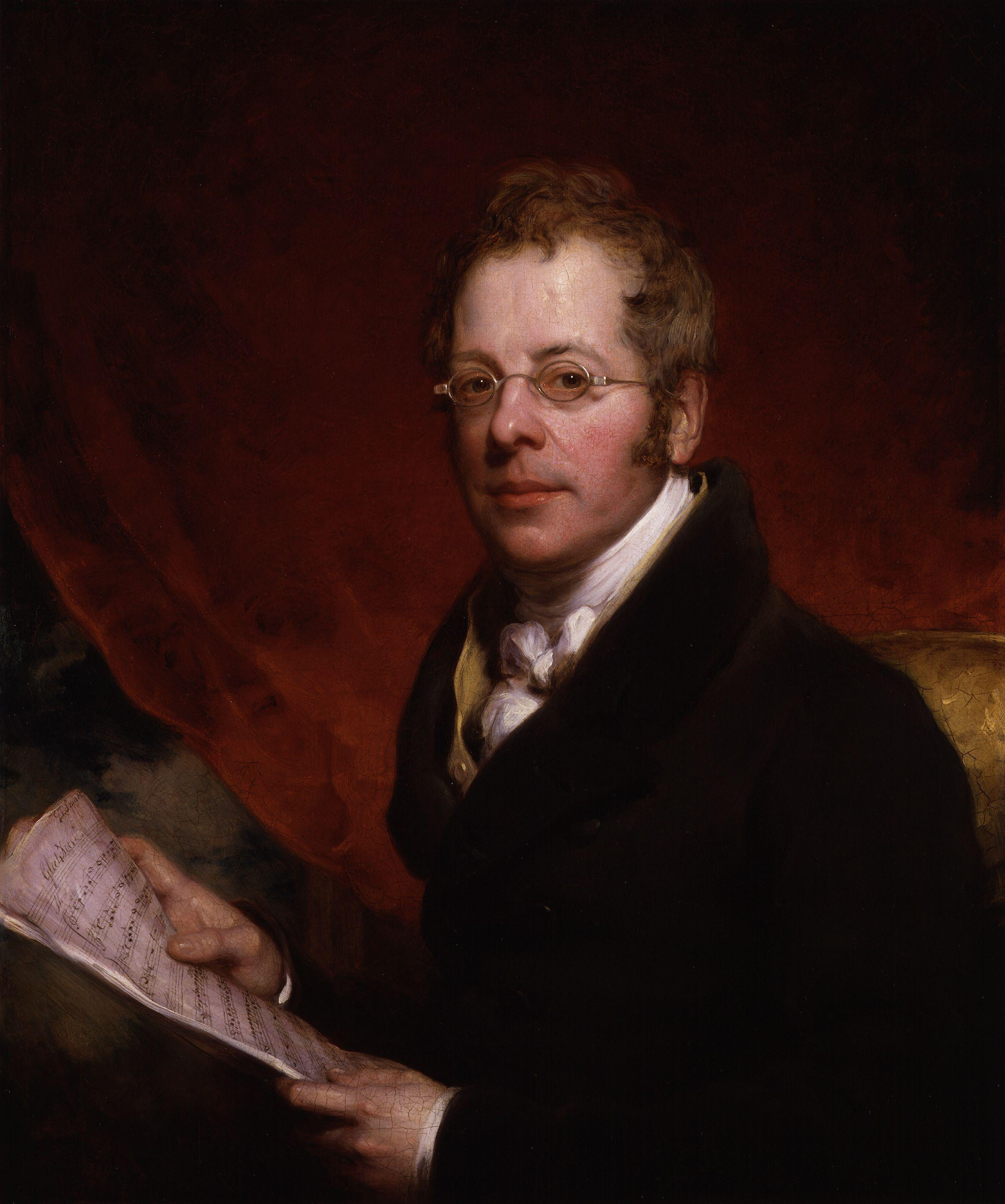
ジョージ・トーマス・スマート（英語版）
ロバート・セッピングス（英語版）
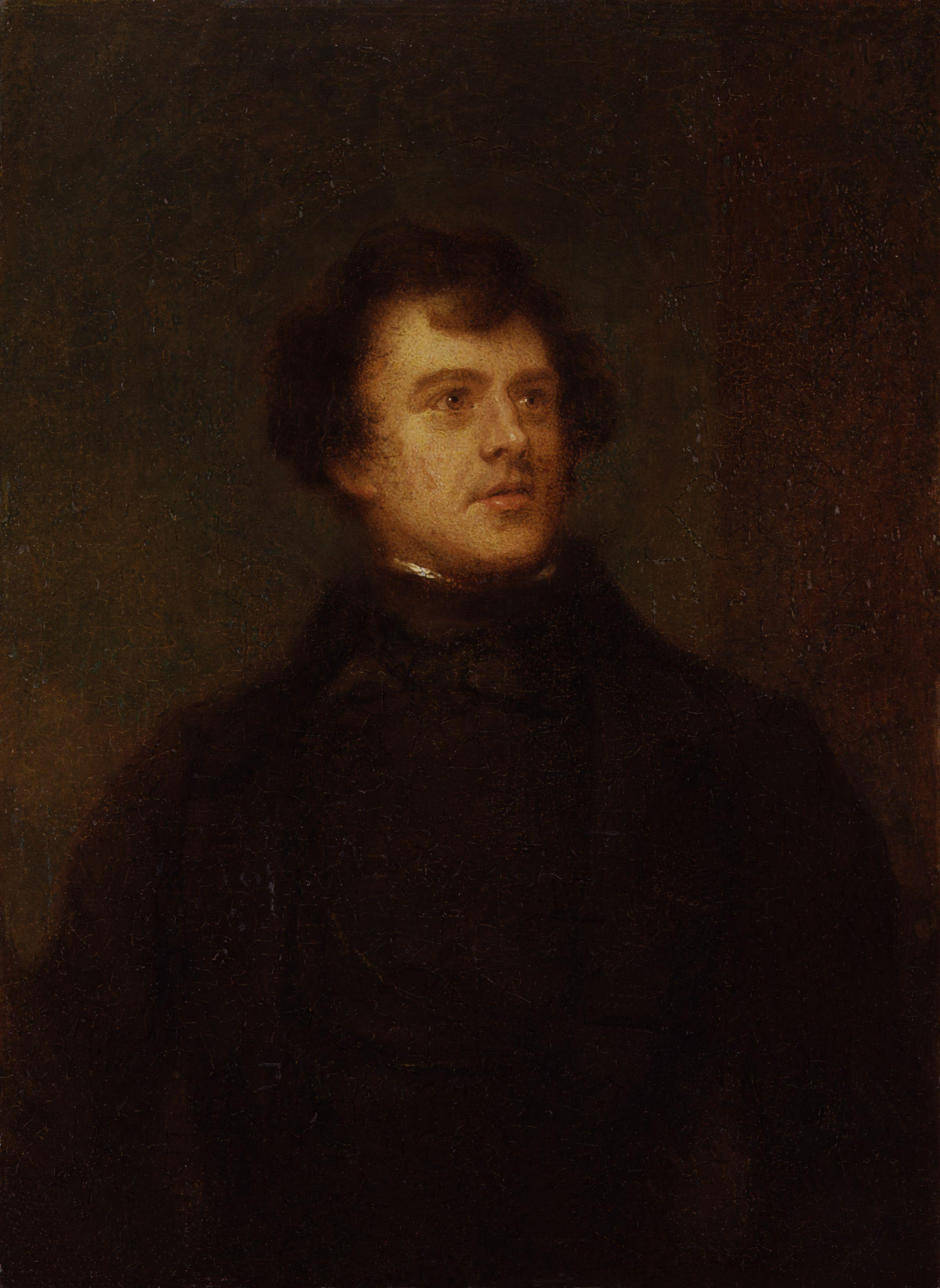
チャールズ・スウェイン

### 帰属
- この記事は現在パブリックドメインである次の出版物の本文を含む: Bryan, Michael [in 英語] (1886). "Bradley, William". In Graves, Robert Edmund (ed.). Bryan's Dictionary of Painters and Engravers (A–K). Vol. I (3rd ed.). London: George Bell & Sons.